# Huallaga (distrito)
Huallaga é um distrito do Peru, departamento de San Martín, localizada na província de Bellavista.

## Transporte
O distrito de Huallaga é servido pela seguinte rodovia:
- SM-118, que liga o distrito de Bellavista à cidade de Bajo Biavo
- SM-119, que liga o distrito de Alto Biavoà cidade de Bellavista[1][2][3]